# بنیاد ملی پسوریازیس
بنیاد ملی پسوریازیس (به انگلیسی: National Psoriasis Foundation) سازمان غیرانتفاعی در ایالات متحده است که در خدمت برآورد ۷٫۵ میلیون آمریکایی مبتلا به پسوریازیس و ورم مفاصل پسوریاتیک است. این سازمان در سه حوزه تمرکز دارد که عبارتند از: آموزش، پژوهش و حمایت.